# Chaloupky
Chaloupky är en ort i Tjeckien.   Den ligger i regionen Mellersta Böhmen, i den centrala delen av landet, 50 km sydväst om huvudstaden Prag. Chaloupky ligger 469 meter över havet och antalet invånare är 408.
Terrängen runt Chaloupky är kuperad åt sydost, men åt nordväst är den platt. Terrängen runt Chaloupky sluttar norrut. Runt Chaloupky är det ganska tätbefolkat, med 52 invånare per kvadratkilometer. Närmaste större samhälle är Příbram, 15,0 km sydost om Chaloupky. I omgivningarna runt Chaloupky växer i huvudsak blandskog.